# Alf Lythgoe
Alfred Peter Lythgoe (Nantwich, 16 marzo 1907 – Nantwich, 17 aprile 1967) è stato un calciatore e allenatore di calcio inglese.